# Sterzegge
De sterzegge (Carex echinata) is een overblijvend kruid dat behoort tot de cypergrassenfamilie (Cyperaceae). De soort staat op de Nederlandse Rode lijst van planten als algemeen voorkomend en stabiel of toegenomen. De plant komt van nature voor in Europa, de Kaukasus, Noordwest-Afrika en oostelijk Noord-Amerika. Het aantal chromosomen is 2n = 56 of 58.
De plant wordt 10-30 (40) cm hoog en vormt dichte pollen. De stomp driekantige bijna rolronde, gladde of bovenaan iets ruwe stengels zijn 1-2 mm dik. De lichtgroene, glanzende bladeren zijn 1-2,5 mm breed. De onderste bladscheden zijn lichtbruin. De  0,6-2,5 (–4,5) mm lange tongetjes zijn afgerond tot hoekig.
Sterzegge bloeit in mei en juni. De bloeiwijze bestaat uit drie tot vijf aren. De aren hebben weinig bloemen, zijn bolvormig en 1-3 cm lang. Aan de voet van een aar zitten enkele mannelijke bloemen, daarboven zitten de vrouwelijke bloemen. De bovenste aar heeft aan de voet meer mannelijke bloemen dan de andere aren en wordt knotsvormig. De vrouwelijke bloemen hebben twee stempels. De schutbladen zijn kafjesachtig en het onderste soms priemvormig. Het schutblad van de onderste aar is veel korter dan de bloeiwijze. De 2 mm lange, kafjes zijn lichtbruin met een groene middenstreep (kiel) en brede vliezige randen. Het lichtgroene, later geelbruine, 3-4 mm lange, stervormig uitgespreide, ongevleugelde urntje is op doorsnede platbol-eirond en heeft een tweespletige snavel. Het urntje is een soort schutblaadje dat geheel om de vrucht zit.
De vrucht is een lensvormig, 1,3-2,1 mm lang en 0,8-1,55 mm breed nootje.
Sterzegge komt voor in natte, zure zand- en veengronden, met name in veenmoerassen, blauwgraslanden en heidevelden.

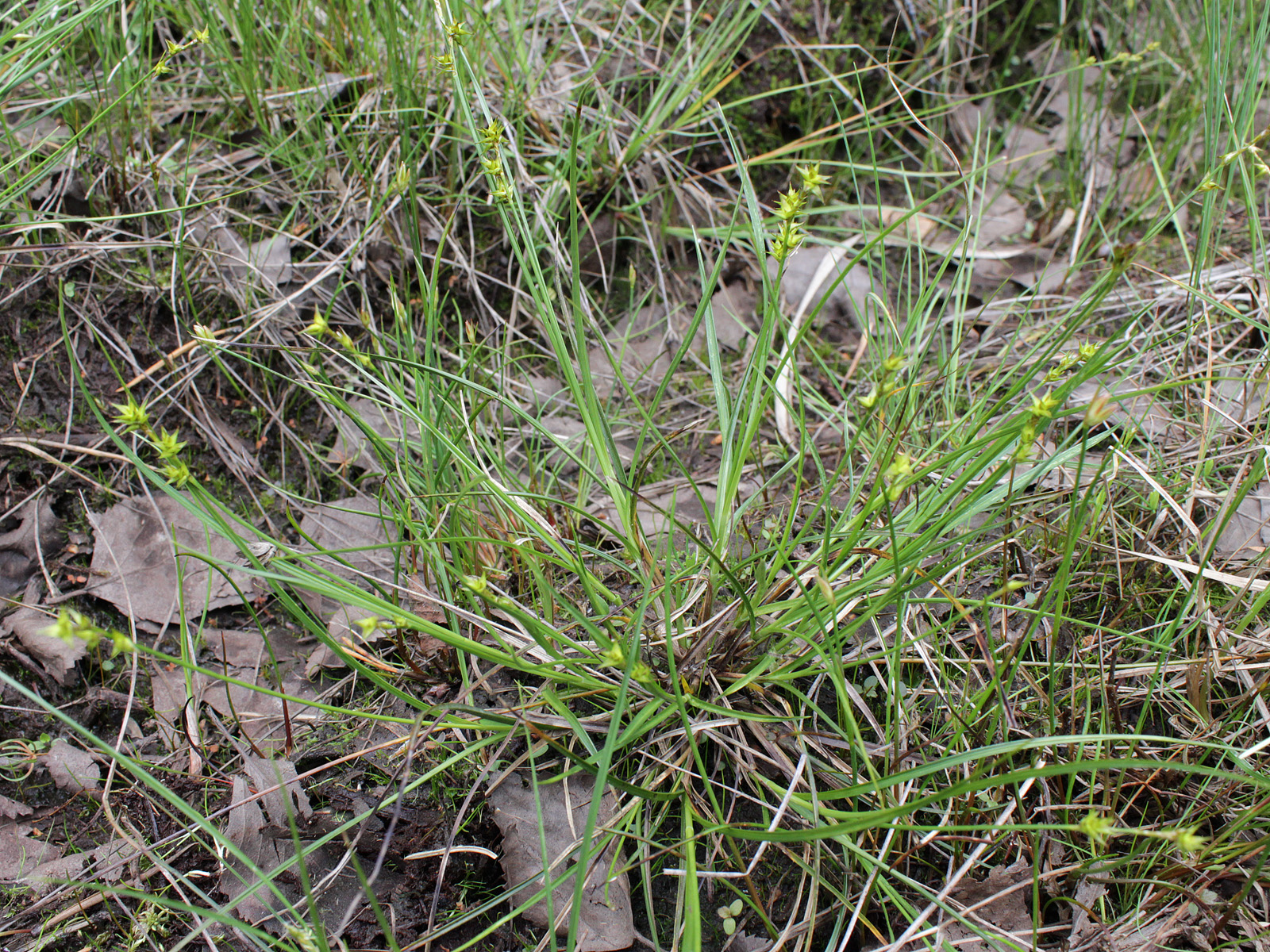
Plant
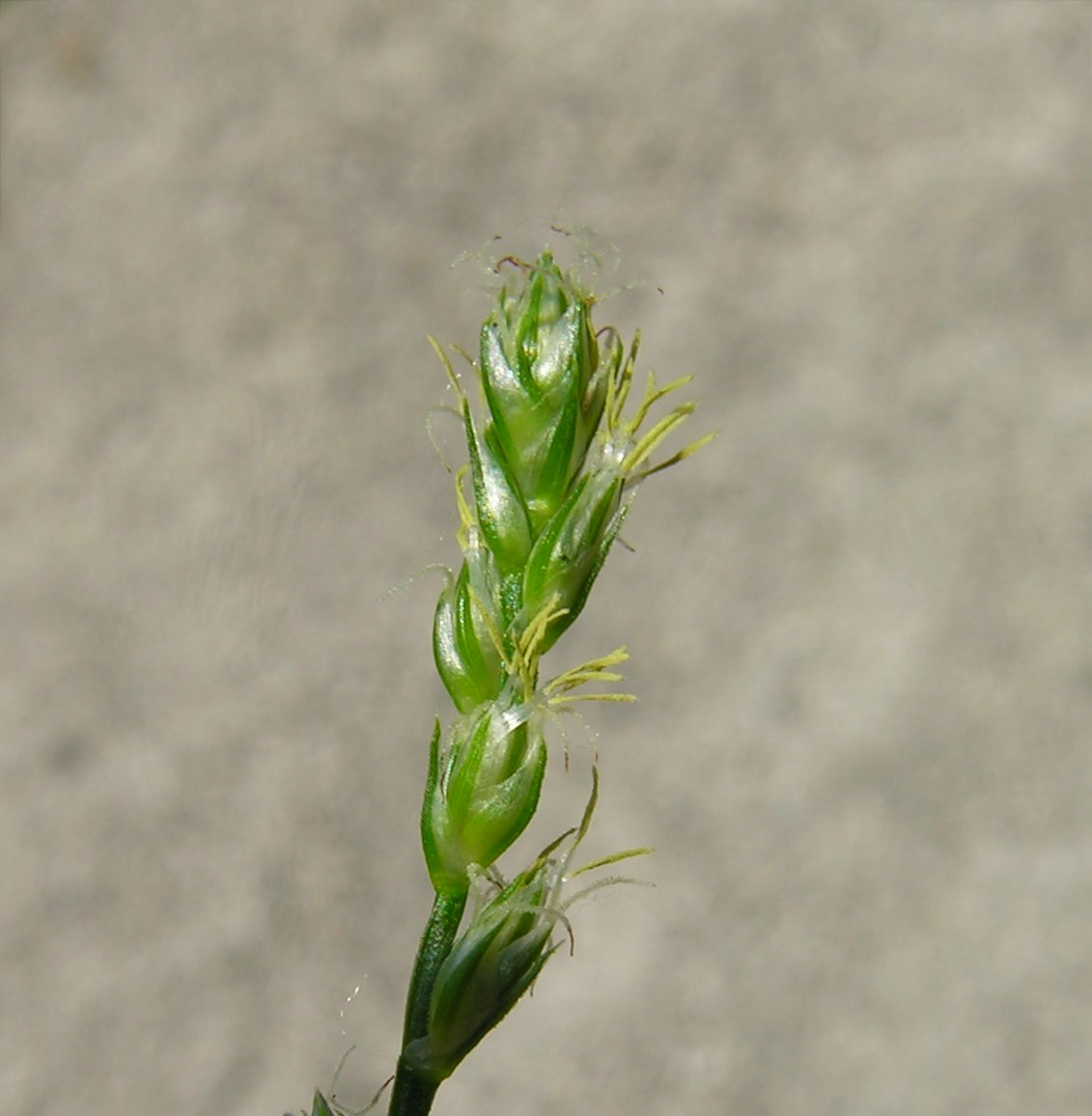
Mannelijke en vrouwelijke bloemen
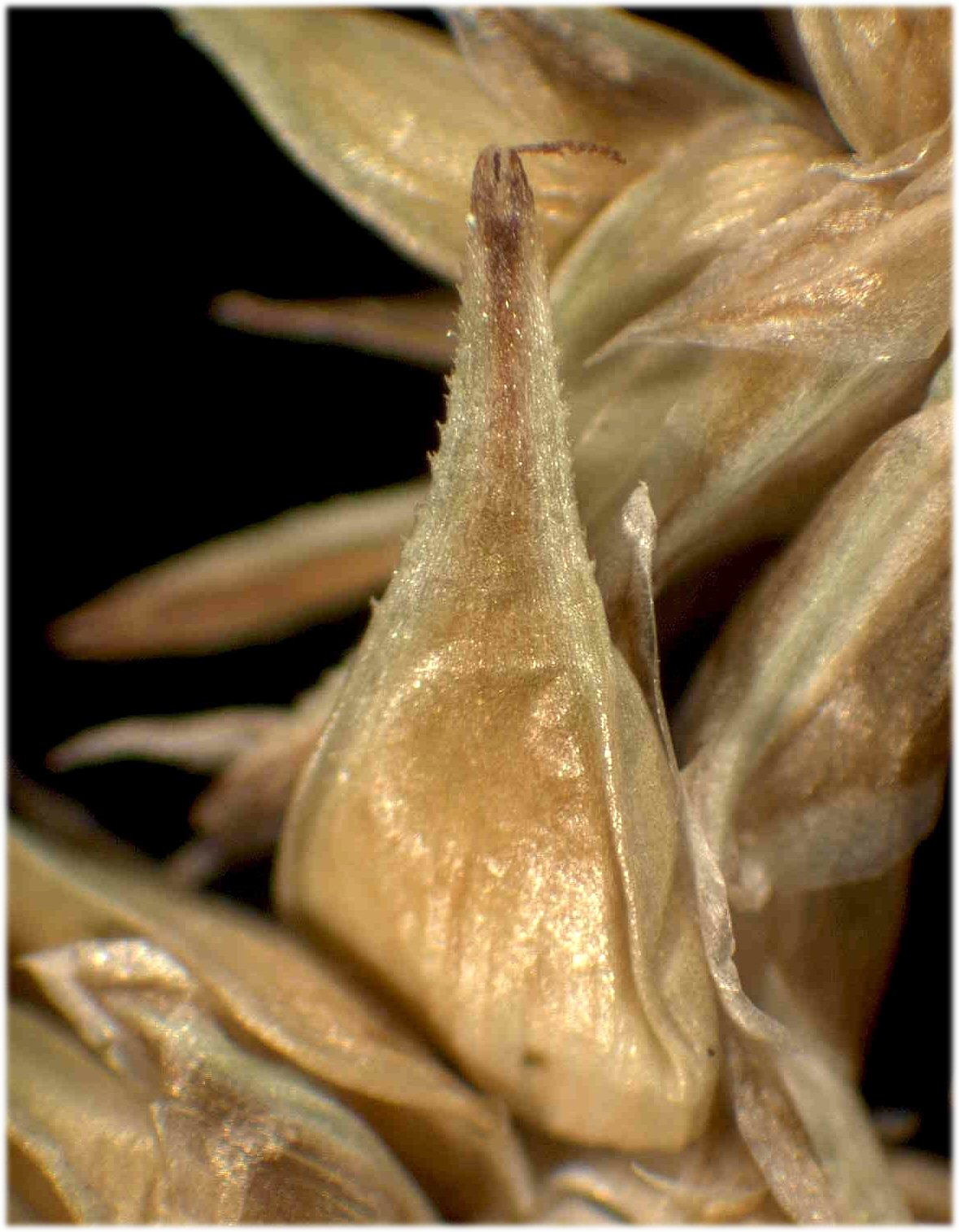
Urntje